# Vertigine d'amore
Vertigine d'amore è un film del 1948 diretto da Luigi Capuano.

## Trama
Il soggetto è tratto dal romanzo Le pain des pauvres di Thyde Monnier.

## Produzione
Il film è ascrivibile al filone dei melodrammi sentimentali, comunemente detto strappalacrime, allora in voga tra il pubblico italiano (in seguito ribattezzato dalla critica con il termine neorealismo d'appendice).

## Distribuzione
Il film venne distribuito nel circuito cinematografico italiano il 23 febbraio del 1949.